# Bukit Merapin
Bukit Merapin is een bestuurslaag in het regentschap Pangkal Pinang van de provincie Bangka-Belitung, Indonesië. Bukit Merapin telt 8113 inwoners (volkstelling 2010).